# Boursin (queso)
Boursin es una marca francesa de queso de textura cremosa en forma de pasta industrial para untar que se elabora con una diversidad de sabores: el Boursin de ajo y finas hierbas es el producto más emblemático de la marca, pero en el mercado también se encuentra Boursin de higos o de pimentón. Por su sabor y por su textura puede decirse que es un tipo de queso cremoso de estilo norteamericano.

## Historia
Boursin es el nombre de la marca registrada de la empresa que lo produce, la Compañía Boursin, una subsidiaria del Grupo Bel. François Boursin eligió inicialmente el nombre "Gournay" (nombre de la ciudad donde creció) para su queso, pero luego cambió el nombre por estrategias comerciales. Este queso para untar fue producido por primera vez en el año 1957 en la región de Normandía por François Boursin, que luego montó la empresa Boursin.
El Grupo Bel compró la Compañía Boursin el 5 de noviembre de 2007 por 400 millones de euros.

## Comercialización y Eslóganes
La marca elabora y comercializa este queso en la televisión del Reino Unido y de Francia mediante el siguiente eslogan:
"Du Pain, Du Vin, Du Boursin" (Traducción del francés: Pan, vino y Boursin).

## Competencia
Otras marcas comerciales de pastas para untar del mismo estilo y más populares en España son:
- Kiri
- La vaca que ríe
- Queso philadelphia